# Hopetoun (ort i Australien, Victoria)
Hopetoun är en ort i Australien. Den ligger i kommunen Yarriambiack och delstaten Victoria, omkring 330 kilometer nordväst om delstatshuvudstaden Melbourne. Antalet invånare är 589.
Trakten runt Hopetoun är nära nog obefolkad, med mindre än två invånare per kvadratkilometer.. Det finns inga andra samhällen i närheten.
Trakten runt Hopetoun består till största delen av jordbruksmark. Genomsnittlig årsnederbörd är 347 millimeter. Den regnigaste månaden är juli, med i genomsnitt 49 mm nederbörd, och den torraste är december, med 12 mm nederbörd.